# Irlanda nos Jogos Olímpicos de Verão de 1996
Irlanda participou dos Jogos Olímpicos de Verão de 1996 em Atlanta, Estados Unidos, com um total de 78 desportistas em 13 desportos. O porta-bandeira foi o boxer Francie Barret.

## Medalhas
| Atleta         | Esporte | Evento              | Medalha |
| -------------- | ------- | ------------------- | ------- |
| Michelle Smith | Natação | 400 metros livres   | Ouro    |
| Michelle Smith | Natação | 200 metros estilos  | Ouro    |
| Michelle Smith | Natação | 400 metros estilos  | Ouro    |
| Michelle Smith | Natação | 200 metros mariposa | Bronze  |

## Desempenho

### Atletismo
Masculino
| Prova     | Atleta | Preliminares | Preliminares | Quartas | Quartas   | Semifinal   | Semifinal   | Final       | Final       |
| Prova     | Atleta | Marca        | Posição      | Marca   | Posição   | Marca       | Posição     | Marca       | Posição     |
| --------- | ------ | ------------ | ------------ | ------- | --------- | ----------- | ----------- | ----------- | ----------- |
| Gary Ryan | 200 m  | 20s78        | 3º/bat. 11   | 20s89   | 8º/bat. 5 | Não avançou | Não avançou | Não avançou | Não avançou |